# 拉卡佩勒比龙
拉卡佩勒比龙（法語：Lacapelle-Biron，法語發音：[lakapɛl biʁɔ̃]）是法国洛特-加龙省的一个市镇，属于洛特河畔新城区。

## 地理
拉卡佩勒比龙（44°36'1"N, 0°53'46"E）面积13.96 平方千米，位于法国新阿基坦大区洛特-加龍省，该省份为法国西南部内陆省份，北起多爾多涅省，西接吉倫特省和朗德省，南至热尔省，东临塔恩-加龙省和洛特省。
与拉卡佩勒比龙接壤的市镇（或旧市镇、城区）包括：苏洛尔、比龙、布里奥朗斯河畔布朗克福尔、加沃丹。

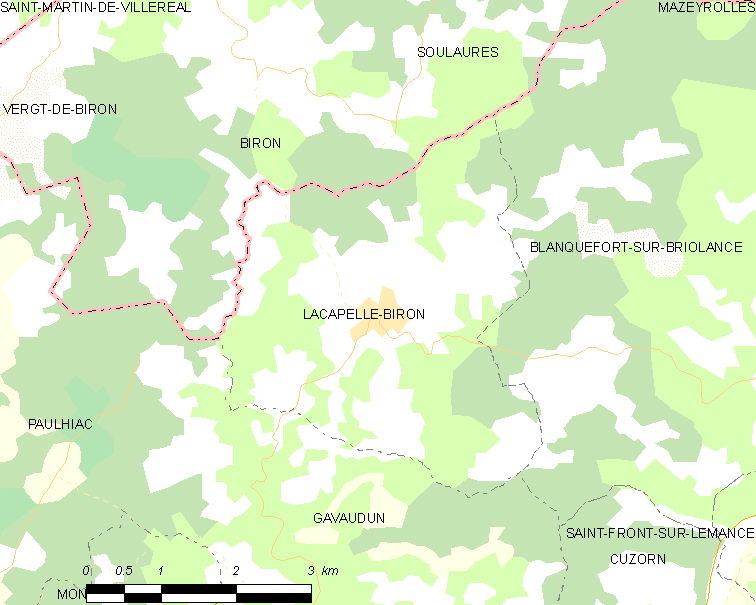
拉卡佩勒比龙的OSM定位图

拉卡佩勒比龙的时区为UTC+01:00、UTC+02:00（夏令时）。

## 行政
拉卡佩勒比龙的邮政编码为47150，INSEE市镇编码为47123。

## 政治
拉卡佩勒比龙所属的省级选区为勒菲梅卢瓦县。

## 人口

1962-2008年间拉卡佩勒比龙人口变化图示

拉卡佩勒比龙于2022年1月1日时的人口数量为399人。